# Andrenosoma quadrimaculata
Andrenosoma quadrimaculata là một loài ruồi trong họ Asilidae. Andrenosoma quadrimaculata được Bromley miêu tả năm 1929. Loài này phân bố ở vùng Tân nhiệt đới.